# Boomgierzwaluwen
Boomgierzwaluwen (Hemiprocnidae) zijn een familie van vogels uit de orde van de gierzwaluwachtigen (Apodiformes). De familie is verwant is aan de gierzwaluwen en kolibries.

## Kenmerken
Boomgierzwaluwen zijn kleine tot middelgrote gierzwaluwachtigen van 15 tot 30 cm lengte. Ze hebben lange vleugels. Dit komt vooral door de forse lengte van de handpennen. De armpennen zijn weer heel kort. Qua uiterlijk verschillen ze sterk van gierzwaluwen, door aangename kleuren (bij mannetjes iridiserende verenkleed), lange gevorkte staarten, een kuifje op de kop en sierveren rond het oog.
Ook anatomisch zijn er grote verschillen in het skelet van boomgierzwaluwen en gewone gierzwaluwen.

## Leefwijze
Een ander verschil is het gedrag. Boomgierzwaluwen hebben (zoals de meeste vogels) stevige pootjes waarmee ze op takken kunnen zitten. Ze worden dan ook vaak zittend op takken waargenomen. Gewone gierzwaluwen hebben zwakke pootjes en kunnen daarmee alleen "hangen" op een stroef oppervlak, maar niet op een tak zitten.

## Voortplanting
Het uit dunne reepjes bast gemaakte nest wordt gebouwd in bomen. Het heeft de vorm van een lepelvormig kommetje en is aan een tak vastgemaakt. Het legsel bestaat uit een enkel ei, dat met speeksel op de nestbodem wordt vastgelijmd. Het nest bevindt zich ver uit de buurt van andere paartjes.

## Verspreiding en leefgebied
Boomgierzwaluwen komen voor in India, Zuidoost-Azië, Nieuw-Guinea en de Salomonseilanden.

## Taxonomie
Het volgende geslacht is bij de familie ingedeeld:
- Hemiprocne Nitzsch, 1829

Boomgierzwaluwen · Dwergnachtzwaluwen · Gierzwaluwen · Kolibries